# Brachyntheisogryllacris
Brachyntheisogryllacris är ett släkte av insekter. Brachyntheisogryllacris ingår i familjen Gryllacrididae.
Kladogram enligt Catalogue of Life:
| Brachyntheisogryllacris | \| \| Brachyntheisogryllacris abbreviata \| \| \| \| \| \| Brachyntheisogryllacris artinii \| \| \| \| \| \| Brachyntheisogryllacris bertrandi \| \| \| \| \| \| Brachyntheisogryllacris buyssoniana \| \| \| \| \| \| Brachyntheisogryllacris crassipes \| \| \| \| \| \| Brachyntheisogryllacris kempiana \| \| \| \| \| \| Brachyntheisogryllacris maindroni \| \| \| \| \| \| Brachyntheisogryllacris nigritibia \| \| \| \| \| \| Brachyntheisogryllacris punicea \| \| \| \| |
|                         | \| \| Brachyntheisogryllacris abbreviata \| \| \| \| \| \| Brachyntheisogryllacris artinii \| \| \| \| \| \| Brachyntheisogryllacris bertrandi \| \| \| \| \| \| Brachyntheisogryllacris buyssoniana \| \| \| \| \| \| Brachyntheisogryllacris crassipes \| \| \| \| \| \| Brachyntheisogryllacris kempiana \| \| \| \| \| \| Brachyntheisogryllacris maindroni \| \| \| \| \| \| Brachyntheisogryllacris nigritibia \| \| \| \| \| \| Brachyntheisogryllacris punicea \| \| \| \| |
|                         | Brachyntheisogryllacris abbreviata |
|                         | |
|                         | Brachyntheisogryllacris artinii |
|                         | |
|                         | Brachyntheisogryllacris bertrandi |
|                         | |
|                         | Brachyntheisogryllacris buyssoniana |
|                         | |
|                         | Brachyntheisogryllacris crassipes |
|                         | |
|                         | Brachyntheisogryllacris kempiana |
|                         | |
|                         | Brachyntheisogryllacris maindroni |
|                         | |
|                         | Brachyntheisogryllacris nigritibia |
|                         | |
|                         | Brachyntheisogryllacris punicea |
|                         | |